# ماجينتا (إيطاليا)
ماجينتا (بالإيطالية: Magenta)‏ بلدية إيطالية تابعة لميلانو إقليم لومبارديا، وهي مشهورة بكونها موقع لمعركة ماجنتا التي وقعت عام 1859 وهي جزء من حروب الاستقلال الإيطالية، كما أن اسمها أيضاً أطلق على لون ماجينتا الذي كان يتسم به الزي الرسمي الجنود الزواويين-الفرنسيين.

## السكان
في سنة 1861 بلغ عدد السكان 6٬282 نسمة، وتطور العدد ليصل في سنة 2011 لـ 22٬877 نسمة.
يظهر هذا المخطط البياني تطور النمو السكاني لـ ماجينتا (إيطاليا)

## معرض صور

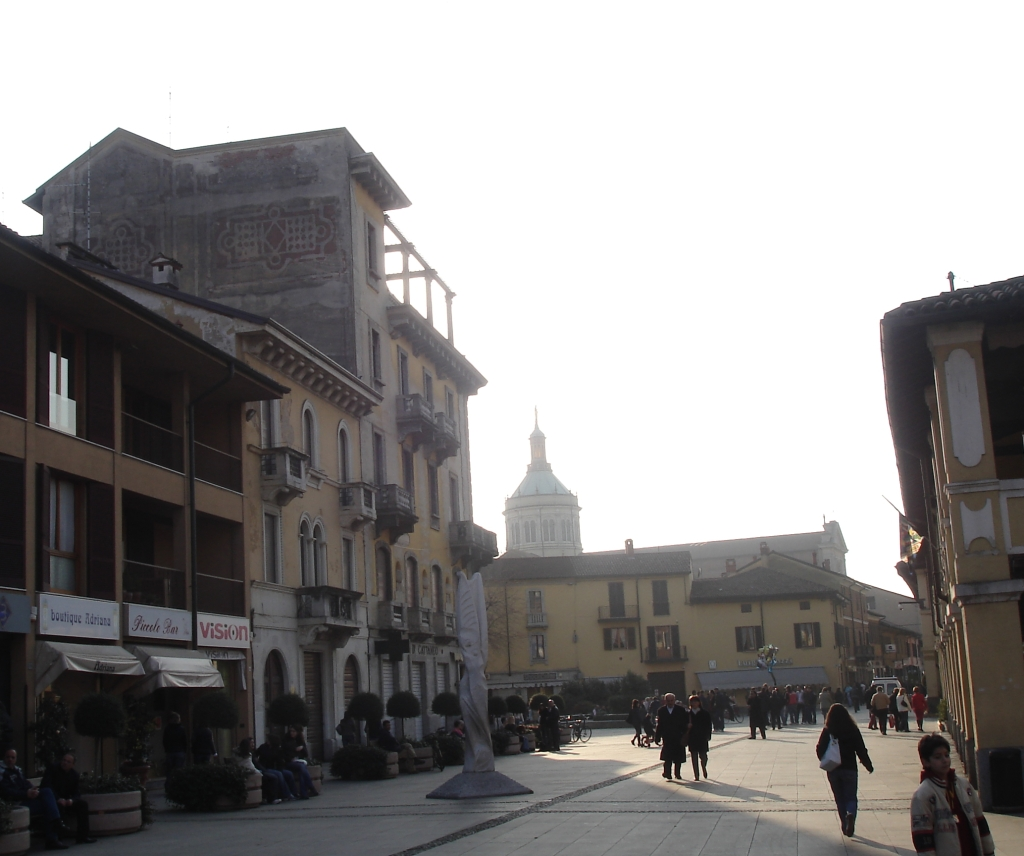
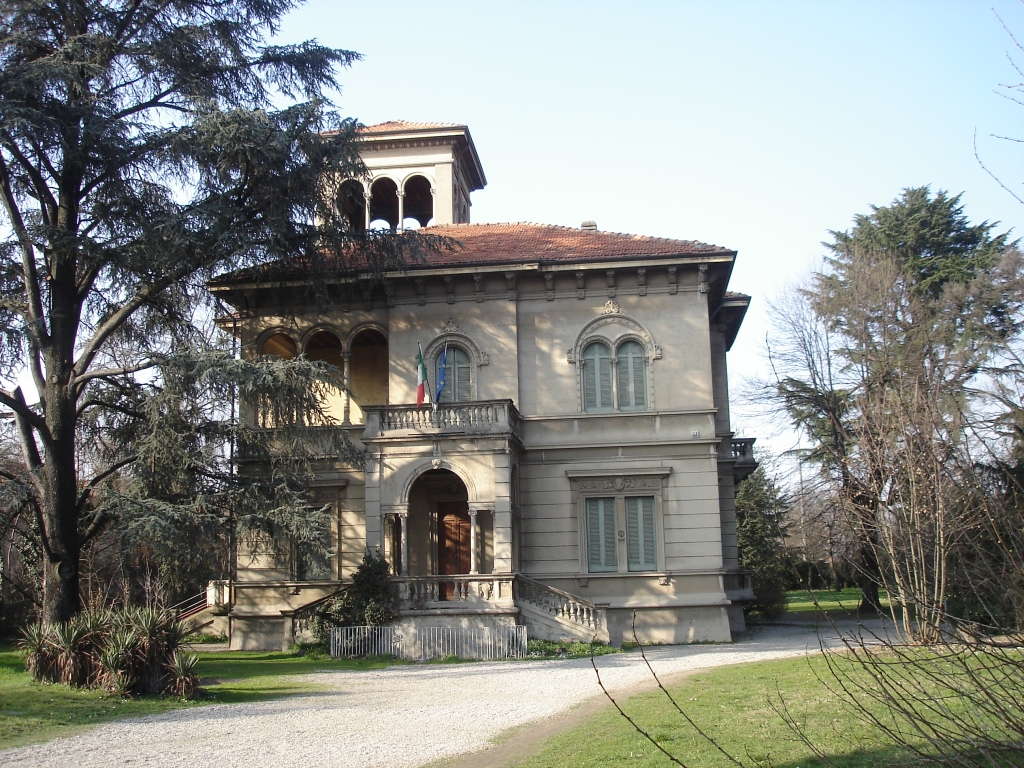
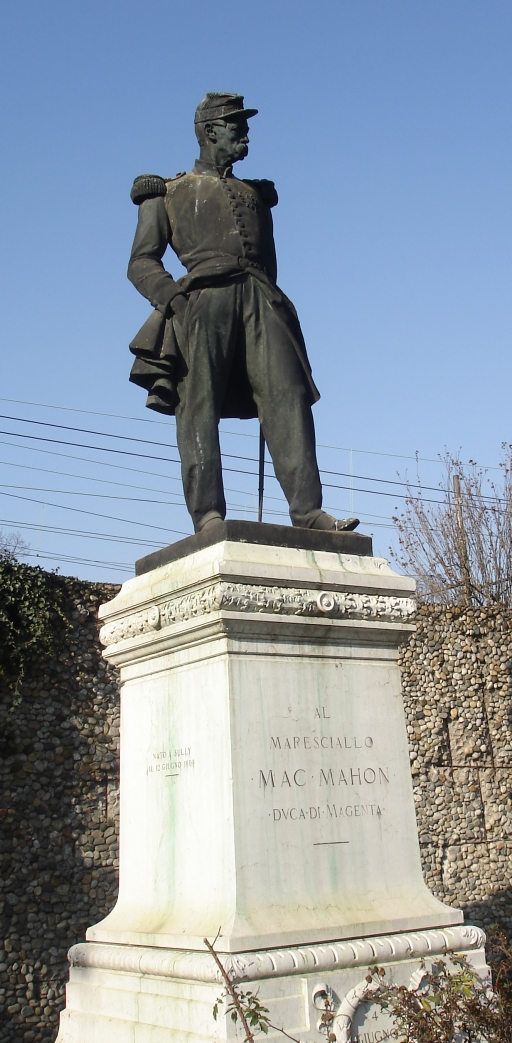
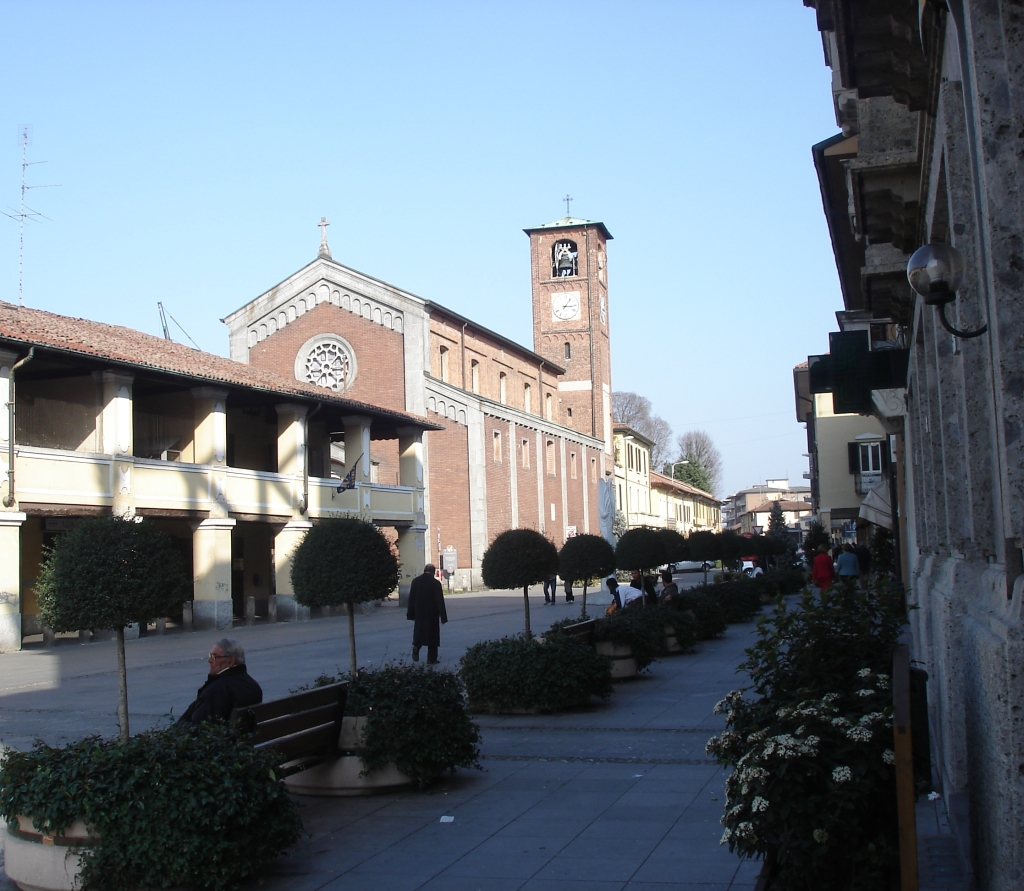

## أعلام
- دافيد فييلا
- أندريا نوي
- جيانا بيريتا مولا
- كارلو بونتي